# Krokodyl orinokański
Krokodyl orinokański, Krokodyl z Orinoko (Crocodylus intermedius) – gatunek gada z rodziny krokodylowatych (krokodyle właściwe).
OpisNajwiększy drapieżnik Ameryki Południowej. Prawdopodobnie samce w sprzyjających warunkach mogą dorastać do 7 metrów długości.
RozmiaryDługość do 5 m (samiec), 3,2 m (samica)
 Masa ciała 380 kg (samiec), 200 kg(samica).
BiotopSezonowe słodkowodne rzeki.
PokarmRyby, duże ptaki i małe ssaki.
RozmnażaniePod koniec pory deszczowej kiedy wody już opadają i zaczyna się pora sucha wycofują się do nor wykopanych na brzegach rzeki. Samica wykopuje gniazdo w bagnistym terenie i zazwyczaj składa ok. 38-44 jaj, maksymalnie 66. Samica pozostaje w pobliżu gniazda aby chronić jaja.
WystępowanieDziś żyje 1500 tych zwierząt w górnym i dolnym biegu rzeki Orinoko od Wenezueli do Kolumbii. Należy tam do zwierząt chronionych.